# إخلاص فخري
إخلاص فخري عمارة (1940) شاعرة وأستاذة جامعيّة مصرية. ولدت في بلدة القلج القليوبية ودرست بها عصاميا ثم التحقت بكلية دار العلوم جامعة القاهرة فتخرجت منها ونالت الدكتوراه في 1982. ثم عملت مدرّسة في ثانويات مصر وبعده في المملكة العربية السعودية. ثم عادت أستاذة في جامعة القاهرة فرع الفيوم. لها دوادين شعرية ودراسات الأدبية التاريخية والنقدية.

## سيرتها
ولدت إخلاص فخري عمارة سنة 1940 م/ 1359 هـ في بلدة القلج في محافظة القليوبية. حصلت على الشهادتين الإعدادية والثانوية من غير أن تدخل المدارس. التحقت بكليّة دار العلوم في جامعة القاهرة فتخرّجت بها مجازة في الأدب العربي. نالت الماجيستر عام 1977 والدكتوراه عام 1982. علمت كمدرّسة في ثانويات بمصر ثم انتقلت إلى اللمملكة العربية السعودية ودرست في كليّة التربية للبنات بمكة، ثم في كلية اللغة العربية بجامعة أم القرى ثم في كليّة التربية بجدّة. وعادت إلى مصر ودامت في كلية الدراسات العربية‌ والإسلامية بجامعة القاهرة ، فرع الفيّوم.

## مؤلفاتها
- وكذا الرجال: ديوان شعر، 1990.
- الطائر المهاجر: ديوان شعر، 1991.
- الشعر الجاهلي بين القبلية والذاتية دراسة.
- قراءة نقدية في الشعر العربي المعاصر دراسة.
- الإسلام والشعر: 1992، دراسة.
- الحنين والغربة في شعر المعجر: رسالة ماجيستر.
- شعر شفيق معلوف: رسالة دكتوراه.[3]
- في فن الحكي
- بكائيات للوطن والعروبة